# F Bosísio (F-48)
F Bosísio foi uma fragata pertencente a Marinha do Brasil. Faz parte da  classe Greenhalgh.
Era uma das quatro fragatas Tipo 22 (Lote I) adquiridas pelo Governo do Brasil do Ministério da Defesa Britânico na década de 1990. O navio atuou na Marinha Real Britânica com o nome de HMS Brazen (F91).
Em 20 de agosto de 1987 visitou Valletta em Malta, por uma semana. Sendo o primeiro navio de guerra britânico a visitar oficialmente, desde que o Dom Mintoff expulsou as Forças Armadas britânicas em 1979. Participou da Guerra do golfo em 1990, integrando a Patrulha Armilla. Em 1991 participou da operação escudo do deserto. Em 11 de setembro de 1994 encalhou no Canal da Patagônia e mais tarde sendo reparada em Talcahuano, no Chile. Este incidente foi provavelmente a chave para a decisão posterior de vendê-la ao Brasil.

## História

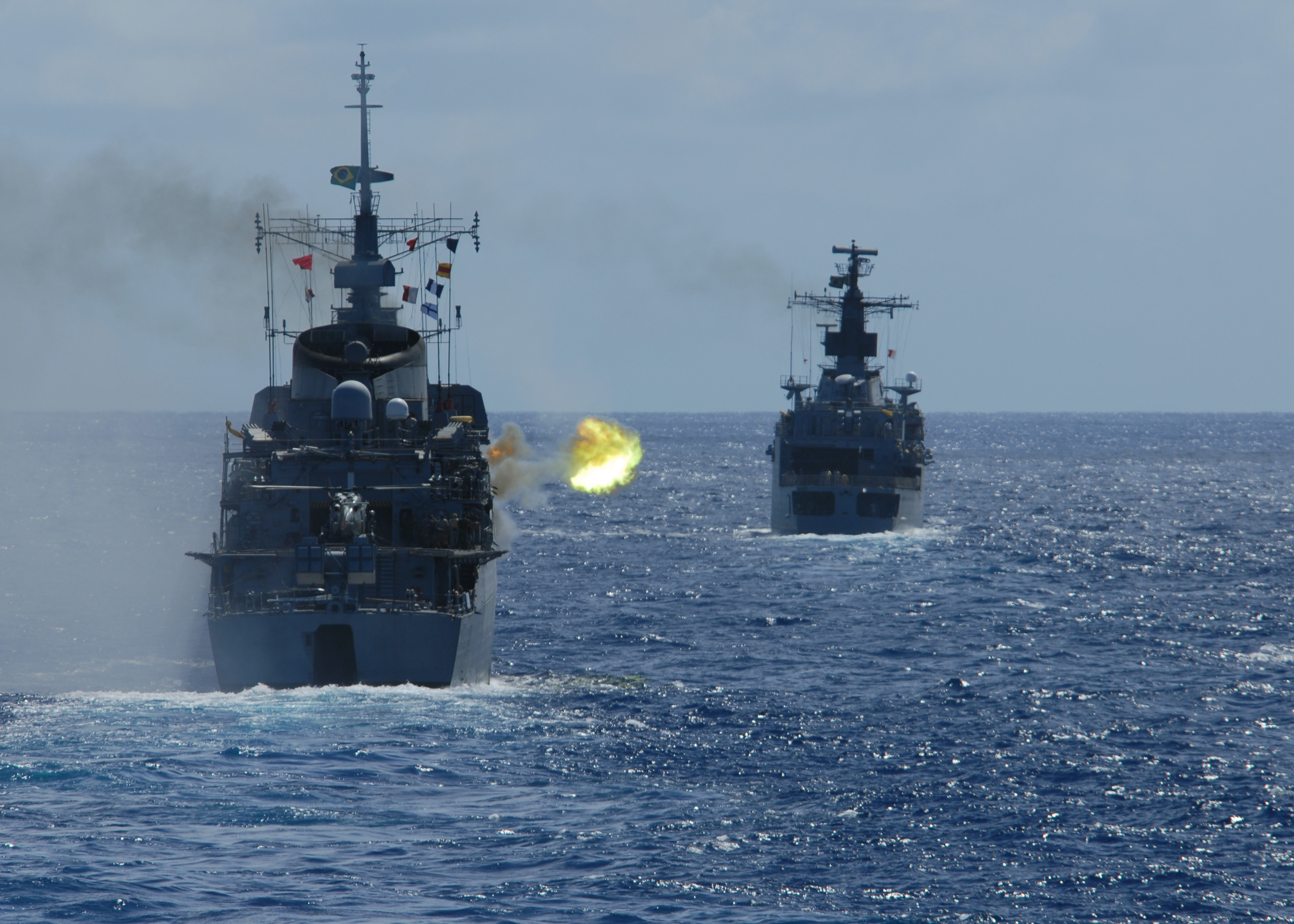
Fragata Bosísio em exercício de tiro antiaéreo (abril de 2011).

Construída pelo estaleiro Yarrow Shipbuilders em Scotstoun, Glasgow (Escócia), foi lançada ao mar em 4 de março de 1980. Esteve em serviço na Royal Navy de 2 de julho de 1982 a 30 de agosto de 1996. Participou da Guerra do Golfo.
Adquirida pelo Brasil, foi incorporada à Armada em 30 de agosto de 1996. Recebeu o seu atual nome em homenagem ao Almirante Paulo Bosísio (1900-1985), sendo a primeira embarcação da esquadra a ostentar esse nome.
Em 2009, ajudou nas buscas pelo avião da Air France, que fazia o Vôo  AF 447.
Em 28 de Setembro de 2015, a fragata deu baixa do serviço ativo da Marinha do Brasil, se despedindo com um apagão no seu sistema elétrico. 